# Ptychoglossus romaleos
Espèce
Statut de conservation UICN

 DD  : Données insuffisantes
Ptychoglossus romaleos est une espèce de sauriens de la famille des Gymnophthalmidae.

## Répartition
Cette espèce est endémique du département de Magdalena en Colombie. Elle se rencontre entre 1 800 et 2 000 m d'altitude dans l'Ouest de la Sierra Nevada de Santa Marta,.

## Publication originale
- Harris, 1994 : Review of the teiid lizard genus Ptychoglossus. Herpetological Monographs, vol. 8, p. 226-275.